# Qasim Amin
Qasim Amin (Alexandria, 1 de dezembro de 1863 - Cairo, 22 de abril de 1908) foi um jurista egípcio, modernista islâmico  e um dos os fundadores do movimento nacional Al-Nahda egípcio e da Universidade do Cairo. Qasim Amin tem sido historicamente visto como um dos primeiros defensores dos direitos das mulheres do mundo árabe, embora tenha ingressado no discurso sobre os direitos das mulheres muito tarde e seu "feminismo" tenha sido objeto de controvérsia acadêmica. Amin foi filósofo, reformador, juiz, membro da classe aristocrática do Egito e figura central do Movimento Al-Nahda. Sua defesa de maiores direitos para as mulheres catalisou o debate sobre as questões das mulheres no mundo árabe. Ele criticou o véu, a reclusão, o casamento precoce e a falta de educação das mulheres muçulmanas. Um estudo mais recente argumentou que ele internalizou um discurso colonialista sobre as questões das mulheres no mundo islâmico, considerou as mulheres egípcias como objetos servindo para alcançar aspirações nacionais e, na prática, defendeu reformas que diminuíssem os direitos legais das mulheres nos contratos de casamento.
Muito influenciado pelas obras de Charles Darwin, Amin teria dito que "se os egípcios não se modernizassem ao longo das linhas europeias e se 'não pudessem competir com sucesso na luta pela sobrevivência, eles seriam eliminados". Ele também foi influenciado pelos trabalhos de Herbert Spencer e John Stuart Mill, que defendiam a igualdade dos sexos; Amin acreditava que aumentar o status da mulher na sociedade melhoraria muito a nação. Suas amizades com Muhammad Abduh e Saad Zaghloul também influenciaram esse pensamento.
Amin culpou os muçulmanos tradicionais pela opressão das mulheres egípcias, dizendo que o Alcorão não ensinou essa subjugação, mas apoiou os direitos das mulheres. Suas crenças eram frequentemente apoiadas por versículos do Alcorão. Nascido em uma família aristocrática, seu pai era governador do vilaiete de Diarbaquir e sua mãe era filha de um aristocrata egípcio. Amin terminou a faculdade de direito aos 17 anos e foi um dos trinta e sete a receber uma bolsa do governo para estudar na Universidade de Montpellier, na França. Dizia-se que ali ele era influenciado pelos estilos de vida ocidentais, especialmente pelo tratamento das mulheres. Este seria em breve o seu modelo na luta pela libertação das mulheres egípcias. Sua cruzada começou quando ele escreveu uma refutação, em 1894, à obra de Duke d'Harcourt (1893), que rebaixou a cultura egípcia e suas mulheres. Amin, não satisfeito com sua própria refutação, escreveu em 1899 Tahrir al mara'a (A Libertação das Mulheres), na qual culpava o "véu" das mulheres egípcias, sua falta de educação e sua "escravidão" aos homens egípcios era a causa da fraqueza do Egito. Ele acreditava que as mulheres egípcias eram a espinha dorsal de um forte povo nacionalista e, portanto, seus papéis na sociedade deveriam mudar drasticamente para melhorar a nação egípcia. Amin é conhecido em todo o Egito como um membro da sociedade intelectual que estabeleceu conexões entre educação e nacionalismo, levando ao desenvolvimento da Universidade do Cairo durante o início do século XX.

## Biografia
Nascido com um pai turco otomano aristocrata e uma respeitável mãe egípcia de classe média, Amin viveu uma vida protegida entre a elite política e rica do Egito. Seu pai, Muhammad Amin Bey, serviu como governador de vilaiete de Diarbaquir, antes de mudar a família para Alexandria, Egito, onde Amin nasceu. O pai de Qasim se estabeleceu no Egito e se tornou o comandante do exército de Ismail Paxá. O pai de Qasim possuía grandes propriedades feudais em Alexandria e vilaiete de Diarbaquir.

### Educação
Quando jovem, Amin estudou nas mais privilegiadas do Egito. Ele frequentou a escola primária em Alexandria e, em 1875, frequentou a Escola Preparatória do Cairo. Dizia-se que o currículo da escola era rigoroso e fortemente europeizado. Em 1881, aos 17 anos, ele se formou em Direito pela Escola de Quedival e foi um dos trinta e sete a receber uma bolsa do governo para continuar sua educação na Universidade de Montpellier na França. Seus estudos na França duraram quatro anos.

### Casamento
Em 1894, Amin casou-se com Zeyneb, filha do almirante Amin Tafique, juntando-o a uma família aristocrática egípcia. Sua esposa foi criada por uma babá britânica. Portanto, ele achava necessário que suas filhas também fossem criadas por uma babá britânica. Dizia-se que a defesa de Amin de resistir ao uso das mulheres do nicabe perpetuou dentro de sua própria família. Embora ele não pudesse impedir sua esposa de usá-lo, seu plano era ensinar a geração mais jovem de mulheres, como sua filha, a não usá-lo.

## Carreira
Após seus estudos na França, Amin tornou-se parte da classe de funcionários públicos do império britânico. Em 1885, foi nomeado jurista nos Tribunais Mistos. Dizia-se que este tribunal estava "saturado" por influência ocidental estrangeira. Os Tribunais Mistos, criados em 1875, eram uma mistura baseada no sistema judicial napoleônico e na lei islâmica. Os juristas eram estrangeiros da Inglaterra, Áustria, Alemanha e França. Amin manteve uma relação bem-sucedido com esses oficiais jurídicos estrangeiros. O objetivo dos Tribunais Mistos era controlar a vida comercial do Egito.

## Universidade do Cairo
Qasim Amin's foi um dos fundadores da primeira Universidade Egípcia, conhecida então como Universidade Nacional; formou o núcleo da atual Universidade do Cairo e era membro de seu comitê constituinte. Qasim Amin insistiu que o Egito precisava de uma universidade de estilo ocidental.

## Movimento Nahda
Uma figura central do Movimento Nahda, que se dizia ter chegado ao Egito durante a última parte do século XIX e até o início do XX durante um período de "consciência feminista", Amin foi grandemente influenciado por vários pioneiros do movimento, em particular o exilado Muhammad Abduh, para quem ele havia se tornado tradutor, enquanto estava na França. Abduh culpava os tradicionalistas islâmicos pela decadência moral e intelectual do mundo islâmico, que ele acreditava ter causado a colonização da sociedade islâmica pelas forças ocidentais.
O Egito na época era uma colônia do Império Britânico e parcialmente da França. Abduh acreditava que o tradicionalista islâmico deixara a verdadeira fé islâmica e seguira hábitos culturais, e não a religião, que lhes daria maior intelecto, poder e justiça. Além disso, ele criticou a dominação patriarcal das mulheres na família, mantida em nome da xaria. Abduh defendia que todos os muçulmanos se unissem, retornassem à verdadeira mensagem enviada por Alá, que dava às mulheres status igual e resistissem ao imperialismo ocidental que havia ocupado o mundo muçulmano.
Muito impactado pela influência de Mohammad Abduh e, apesar de ser um estudante treinado das potências coloniais, Amin aceitou as filosofias de Abduh, que ele aprendeu por conta própria. Ele também acreditava que os muçulmanos tradicionais haviam criado uma sociedade inferior ao não seguir as verdadeiras leis islâmicas, que defendiam o direito das mulheres na sociedade, mas seguiam os valores culturais para manter as mulheres egípcias submissas. Para ele, isso criou uma sociedade inferior de homens e mulheres em comparação com os jovens do mundo ocidental. Amin passou grande parte de sua vida defendendo a mudança do papel das mulheres na sociedade egípcia, acreditando que uma mulher egípcia mais livre e com mais escolaridade melhoraria a sociedade para melhor.

## Véu no mundo árabe
Qasim Amin em seu livro The Liberation of Women (1899) defendeu a abolição do véu. Ele achava que mudar os costumes em relação às mulheres e mudar de roupa, abolindo o véu em particular, era fundamental para provocar a transformação social geral desejada. O livro de Qasim Amin inaugurou a batalha que levou a um novo discurso no qual o véu passou a compreender significados muito mais amplos do que apenas a posição das mulheres. Ele apontou que as conotações do véu também tinham a ver com questões de classe e cultura: o abismo cultural crescente entre a cultura dos colonizadores e a dos colonizados. Nesse discurso, as questões das mulheres e da cultura apareceram pela primeira vez como inevitavelmente fundidas no discurso árabe. Amin argumentou que o véu e a segregação constituíam "uma enorme barreira entre a mulher e sua elevação e, consequentemente, uma barreira entre a nação e seu avanço".
Contudo, muitos estudiosos muçulmanos como Leila Ahmed criticaram a motivação de Qasim Amin de libertar as mulheres dos véus por não serem o resultado de reflexão e análise fundamentadas, mas a internalização e replicação da percepção colonialista. O argumento de Amin contra a reclusão e o véu era simplesmente que as meninas esqueciam tudo o que aprenderam se fossem obrigadas a se esconder após serem educadas. A idade em que as meninas começaram a ser veladas e reclusas, de doze a catorze anos, foi uma idade crucial para o desenvolvimento de talentos e intelecto, e o véu e a reclusão frustraram esse desenvolvimento; as meninas precisavam se misturar livremente com os homens, pois o aprendizado vinha dessa mistura. Essa posição contradiz claramente sua idéia anterior de que nenhuma educação para mulheres deve ir além do nível da escola primária.
Para responder aos conservadores que se preocupavam que a abolição do véu teria influência sobre a pureza das mulheres, Amin respondeu não da perspectiva da igualdade de gênero, mas do ponto de vista de seguir a civilização ocidental superior. Ele escreveu: "Os egípcios imaginam que os homens da Europa, que atingiram tamanha integridade de intelecto e sentimento, foram capazes de descobrir a força do vapor e da eletricidade ... essas almas que diariamente arriscam suas vidas na busca de conhecimento e honra acima do prazer da vida, ... esses intelectos e essas almas que tanto admiramos, poderiam deixar de conhecer os meios de salvaguardar a mulher e preservar sua pureza? Eles pensam que esse povo teria abandonado o véu depois de ter sido abandonado? Não estaria em uso entre eles se tivessem visto algo de bom nisso?"

## Casamento e divórcio
Qasim Amin acreditava que o casamento entre muçulmanos não era baseado no amor, mas na ignorância e na sexualidade. Em seu texto, a culpa passou de homens para mulheres. As mulheres eram a principal fonte da "lascívia" e sensualidade grosseira e materialismo que caracterizavam os casamentos muçulmanos. Qasim Amin acusou as almas das mulheres egípcias por não serem superiores o suficiente para experimentar o verdadeiro amor. As esposas egípcias sabiam apenas se seus maridos eram "altos ou baixos, brancos e pretos". As qualidades intelectuais e morais de seus maridos, sentimentos sensíveis, conhecimento, qualquer coisa que os outros homens pudessem louvar e respeitar, estavam além do alcance das esposas. Para Qasim Amin, o dever das mulheres no casamento é principalmente fazer tarefas domésticas e cuidar dos filhos. Portanto, uma educação primária seria suficiente para as mulheres cumprirem seus deveres.
Embora considerasse as mulheres inferiores aos homens, Qasim Amin apoiou a legislação do divórcio. Embora de acordo com a tradição, o divórcio se torne realidade depois de repetir as palavras três vezes, Qasim Amin achou que esse acordo verbal não era sério o suficiente. A falta de sistema legal no processo de divórcio foi o que Qasim Amin achou que contribuiu para a alta taxa de divórcio no Cairo. Ele, portanto, propôs que, em situações legais, os muçulmanos deveriam depender de declarações formais. Qasim Amin acreditava que as declarações formais poderiam forçar o marido a estar ciente de seu desejo claro de se separar de sua esposa. Qasim Amin criticou os estudiosos muçulmanos por estarem estreitamente interessados na palavra "divórcio". Os estudiosos muçulmanos, na mente de Qasim Amin, concentraram seus trabalhos nas variações das expressões do divórcio, como "Eu me divorciei de você" ou "você é divorciado". Qasim Amin apontou que esses esforços foram úteis apenas no estudo da gramática e da linguagem, não no desenvolvimento da disciplina na jurisprudência. Qasim Amin pensou que o benefício de ter um sistema legal sobre o divórcio impediria que os homens se divorciassem acidentalmente de suas esposas por causa de piadas e brigas.

## Trabalhos
Qasim foi fortemente influenciado pelos trabalhos de Charles Darwin, Herbert Spencer e John Stuart Mill, e era amigo de Muhammad Abduh e Saad Zaghloul. Amin talvez seja mais destacado como um dos primeiros defensores dos direitos das mulheres na sociedade egípcia. Seu livro de 1899, A Liberdade da Mulher e sua sequência de 1900 A Nova Mulher examinaram a questão de por que o Egito havia caído sob o poder europeu, apesar de séculos de aprendizado e civilização egípcias, e concluiu que a explicação era a baixa posição social e educacional das mulheres egípcias.
Amin apontou a situação das mulheres egípcias aristocráticas que poderiam ser mantidas como "prisioneiras em sua própria casa e em situação pior do que escravas". Ele fez essa crítica a partir de uma base de estudos islâmicos e disse que as mulheres deveriam se desenvolver intelectualmente para serem competentes para criar os filhos da nação. Isso aconteceria apenas se elas fossem libertadas da reclusão que lhes foi imposta pela "decisão do homem de aprisionar sua esposa" e que tivessem a chance de serem educadas.
Algumas estudiosas feministas contemporâneas, notavelmente Leila Ahmed, desafiaram seu status de suposto "pai do feminismo egípcio". Ahmed ressalta que, na sociedade da época segregada por gênero, Amin poderia ter tido muito pouco contato com mulheres egípcias além de familiares, empregados e possivelmente prostitutas. Seu retrato das mulheres egípcias como atrasadas, ignorantes e atrasadas em relação às "irmãs" europeias foi, portanto, baseado em evidências muito limitadas. Ahmed também conclui que, por meio de suas rigorosas críticas e generalizações das mulheres no Egito, junto com seus zelosos elogios à sociedade e ao colonialismo europeu, Amin, de fato, promoveu a substituição do androcentrismo egípcio pelo androcentrismo ocidental, não pelo feminismo.

## Contribuição intelectual
Defensor da reforma social em seu país natal, o Egito, durante a última parte do século XIX, quando era uma colônia dominada pelo Império Britânico, Amin defendeu as relações familiares semelhantes às da França, onde viu mulheres não colocadas sob a mesma cultura patriarcal que subjugou as mulheres egípcias. Amin acreditava que as mulheres egípcias eram negadas a seus direitos corânicos de lidar com seus próprios negócios e se casar e se divorciar livremente. Ele refutou a poligamia dizendo que "implicava um intenso desprezo pelas mulheres" e que o casamento deveria ser um acordo mútuo. Ele se opôs ao costume egípcio de "velar" a mulher, dizendo que era o principal objeto da opressão da mulher. O nicabe, disse Amin, tornou impossível identificar as mulheres. Para ele, quando andavam com seus nicabe e vestidos longos, isso as tornava mais visíveis aos homens. Além disso, ele exclamou que os homens no Ocidente tratavam as mulheres com mais dignidade, permitindo-lhes ir à escola, andar sem véu e dizer o que pensavam. Essa liberdade, ele insistiu "contribuiu significativamente" para a fundação do conhecimento na nação. Ele apoiou a ideia de que mulheres educadas traziam filhos educados. Quando as mulheres eram escravizadas em casa, sem voz e sem educação, tendiam a desperdiçar seu tempo e a criar filhos que se tornariam preguiçosos, ignorantes e desconfiados.
Uma vez educadas, essas mulheres podem se tornar mães e esposas melhores, aprendendo a administrar melhor seus lares. Amin deu um exemplo da situação. Ele disse: "Nossa situação atual se assemelha à de um homem muito rico que prende seu ouro em um baú. Esse homem", ele disse "abre seu bau diariamente pelo simples prazer de vê-lo. Se ele soubesse melhor, poderia investir seu ouro e duplicar sua riqueza em pouco tempo ". Portanto, era importante para a nação egípcia que os papéis das mulheres fossem mudados. Embora ele tenha mantido sua visão de que o Egito continuasse sendo uma sociedade patriarcal, defendia que suas mulheres deveriam remover o véu e receber uma educação primária. Isso ele acreditava ser um trampolim para uma nação egípcia mais forte, que estava livre do colonialismo inglês.

## Controvérsias
Os críticos das filosofias de Amin são rápidos em apontar que Amin não tinha associação com mulheres além de aristocráticas ou prostitutas e, portanto, questionam sua posição de condenar todas as mulheres egípcias. Além disso, Leila Ahmed, romancista e reformadora, sugere em seu livro Mulheres e Gênero no Islã, que a tentativa de Amin de desacreditar o véu como motivo da fraqueza egípcia é claramente uma visão ocidental. Ela ilustra como os ocidentais tendem a usar o véu como uma razão para colonizar as nações islâmicas, correlacionando o véu com a inferioridade. Além disso, Ahmed destaca que a mulher egípcia de Amin não teria controle sobre seu próprio corpo, mas seria usada para construir a nação. Para ela, isso é hipocrisia, porque a mulher egípcia ainda seria a escrava de seu marido, sua família e sua nação.
Além disso, a professora de história, Mona Russell, desafia ainda mais a descrição de Amin da nova mulher, dizendo que ela era "um dos frutos da sociedade moderna ocidental". Ela argumenta que não é "nova", e sim um "sinônimo" da mulher ocidental. Segundo ele, Amin, foi influenciado por sua educação estrangeira e posição da classe média alta, que encaravam o colonialismo estrangeiro como regra superior. Foi sua maneira de integrar o colonialismo estrangeiro que detinha o poder no Egito. Sua citação na qual ele diz: "Hoje desfrutamos de uma justiça e uma liberdade das quais não creio que o Egito já tenha testemunhado em nenhum momento do passado" são prova dessa admiração. Eles, portanto, acham que suas opiniões se baseavam no viés ideológico e não na verdade.